# Прамайяский язык
Прамайяский язык (прамайянский язык) — гипотетический общий предок 30 современных майяских языков, а также классического языка майя, которым записаны кодексы майя.

## Фонология
Реконструкция Кэмпбелла и Кауфмана:
Пять гласных звуков: a, e, i, o, u, каждый из которых может быть долгим и кратким.
|             | Губно-губные   | Губно-губные | Альвеолярные   | Альвеолярные | Палатальные    | Палатальные | Велярные       | Велярные    | Увулярные      | Увулярные   | Глоттальные    |       |
| ----------- | -------------- | ------------ | -------------- | ------------ | -------------- | ----------- | -------------- | ----------- | -------------- | ----------- | -------------- | ----- |
|             | пульмонические | абруптивные  | пульмонические | абруптивные  | пульмонические | абруптивные | пульмонические | абруптивные | пульмонические | абруптивные | пульмонические |       |
| Взрывные    | p [p]          | b' [ɓ]       | t [t]          | t' [tʼ]      | ty [tʲ]        | ty' [tʲʼ]   | k [k]          | k' [kʼ]     | q [q]          | q' [qʼ]     | ' [ʔ]          |       |
| Аффрикаты   |                |              | ts [tsʰ]       | ts' [tsʼ]    | ch [tʃʰ]       | ch' [tʃʼ]   |                |             |                |             |                |       |
| Фрикативные |                |              | s [s]          | s [s]        | x [ʃ]          | x [ʃ]       |                |             | j [χ]          | j [χ]       | h [h]          | h [h] |
| Носовые     | m [m]          | m [m]        | n [n]          | n [n]        |                |             | nh [ŋ]         | nh [ŋ]      |                |             |                |       |
| Плавные     |                |              | l [l], r [r]   | l [l], r [r] |                |             |                |             |                |             |                |       |
| Полугласные |                |              |                |              | y [j]          | y [j]       | w [w]          | w [w]       |                |             |                |       |

### Фонетические законы
Ниже приведены законы фонетических изменений, произошедшие с потомками прамайяского языка. Одно и то же изменение могло произойти в нескольких языках. Серый фон означает отсутствие изменений.
| Уастекские       | Юкатекские | Чольско-цельтальские | Чольско-цельтальские | Канхобаль-чухские | Канхобаль-чухские | Киче-мамские | Киче-мамские               | Киче-мамские | Киче-мамские |
| ---------------- | ---------- | -------------------- | -------------------- | ----------------- | ----------------- | ------------ | -------------------------- | ------------ | ------------ |
| Уастекские       | Юкатекские | чольский             | цельтальский         | канхобальский     | чухский           | киче         | киче                       | мамские      | мамские      |
| Уастекские       | Юкатекские | чольский             | цельтальский         | канхобальский     | чухский           | ядерный киче | Какчикельско- цутухильский | мамский      | ишильский    |
| *w > b           |            |                      |                      |                   |                   |              |                            |              |              |
| *h > w/_o, u     |            |                      |                      |                   |                   |              |                            |              |              |
| *q > k, *q' > k' |            |                      |                      |                   |                   |              |                            |              |              |
| *ŋ > h           | *ŋ > n     | *ŋ > n               | *ŋ > n               | *ŋ > n            | *ŋ > n            | *ŋ > x       | *ŋ > x                     | *ŋ > x       | *ŋ > x       |
|                  |            | *e: > i, *o: > u     |                      |                   |                   |              |                            |              |              |
|                  | *a: > [ɨ]  |                      |                      |                   |                   |              |                            |              |              |
|                  | *-t > -tʃ  |                      |                      |                   |                   |              |                            | *t > tʃ      | *t > tʃ      |
|                  |            |                      |                      |                   |                   |              | *-h > -j                   |              |              |
|                  |            |                      |                      |                   |                   | CVʔVC > CVʔC |                            |              |              |
|                  |            |                      |                      |                   |                   |              |                            | *r > t       |              |
|                  |            |                      |                      |                   |                   |              |                            | *r > j       |              |
|                  |            |                      |                      |                   |                   |              |                            | *tʃ > tʂ     |              |
|                  |            |                      |                      |                   |                   |              | *-ɓ > -ʔ/VCV_#             |              |              |

### Развитие
Палатализированные взрывные согласные [tʲʼ] и [tʲ] не сохранились ни в одном из языков-потомков. В разных ветвях семьи они претерпели различные изменения, которые позволяют их реконструировать. В восточной ветви (чольско-цельтальские, канхобаль-чухские) они превратились в [t] и [tʼ]; в мамских — в [ts] и [tsʼ]; в юкатекстких и киче — в [tʃʰ] и [tʃʼ].
| Прамайяский | Канхобальский | Мамский | Киче    | Перевод |
| ----------- | ------------- | ------- | ------- | ------- |
| * [tʲeːʔ]   | [teʔ]         | [tseʔ]  | [tʃeːʔ] | дерево  |
| * [tʲaʔŋ]   | [tan]         | [tsaʔχ] | [tʃaːχ] | пепел   |

В языках западной надветви звук [r] превратился в [j], а в киче-мамской (восточной) надветви — в [tʃʰ] (мамский язык) и [r] (киче и покомский).
| Прамайяский | Юкатекский | Ишильский | Киче  | Перевод |
| ----------- | ---------- | --------- | ----- | ------- |
| * [raʔʃ]    | [jaʔʃ]     | [tʃaʔʃ]   | [raʃ] | зелёный |
| * [kar]     | [kaj]      | [tʃaj]    | [kar] | рыба    |

Заднеязычный носовой звук * [ŋ] стал [x] в восточной надветви, [n] в канхобальских, чольском и юкатекском, сохранившись в оригинальной форме только в чухском и попти. В уастекском *[ŋ] превратился в [h].
| Прамайяский | Канхобальский | Ишильский | Попти | Перевод |
| ----------- | ------------- | --------- | ----- | ------- |
| * [ŋeːh]    | [ne]          | [xeh]     | [ŋeh] | хвост   |

Изменения звука [h] связаны с его местом в слове. В некоторых позициях он исчез, а предыдущий гласный звук получил долготу. В других языках он заменился [w], [j], [ʔ], [x] или пропал совсем. Прамайяские [q] и [qʼ] сохранились только в киче-мамской надветви и канхобальских языках, в остальных они перешли в [k] и [kʼ], соответственно.
В мамских произошла цепь превращений *[r] → [t], *[t] → [tʃ], *[tʃ] → [tʂ], *[ʃ] → [ʂ].
В многосложных словах в какчикельском и цутухильском языках конечные *[w] и *[ɓ] перешли соответственно в [j] и [*ʔ].
Уастекские — единственная группа языков, где *[w] перешёл в [b]. Уастекский — единственный из майяских, имеющий огублённую заднеязчную фонему [kʷ], но она появилась после колонизации. Если сравнить уастекские тексты, составленные до и после пришествия испанцев, можно увидеть, что эта фонема развилась из кластера [k] и огублённого гласного с полугласным. К примеру, слово «гриф» произносится в современном уастекском как [kʷiːʃ], а раньше записывалось как «cuyx» и произносилось [kuwiːʃ].
Во всех юкатекских прамайяский *[t] превратилс в [tʃ] в конце слова.
В нескольких языках, в частности, чольских и юкатекских, краткий [a] перешёл в [ɨ].
Во всех чольских долгие гласные [eː] и [oː] перешли в [i] и [u] соответственно.
Различение долготы гласных утеряно в канхобаль-чухских (кроме мочо и акатекского), какчикельских и чольских. В некоторых долгота гласных превратилась в оппозицию «напряжённых» и «ненапряжённых» гласных, позже исчезнувшей для большинства звуков, однако какчикельский язык сохраняет централизованный ненапряжённый шваподобный гласный, произошедший от прамайяского [a]. В юкатекском и успантекском, а также в одном из цоцильских диалектов, появились высокий и низкий тоны, представляющие собой рефлексы долготы гласных и звуков [h] и [ʔ].